# 스기야마 도모타카
스기야마 도모타카(일본어: 杉山 知隆, 1947년 8월 22일 ~ )는 일본의 전 프로 야구 선수이다. 시즈오카현 시미즈시 출신이며 현역 시절 포지션은 투수였다.

## 인물
시미즈 시립 상업고등학교에서는 1965년 하계 고시엔 시즈오카현 예선 준준결승에 진출했지만 팀은 시즈오카 상업고등학교한테 패하여 탈락했다. 고교 졸업 후 센슈 대학에 진학했고 1년 선배이자 에이스인 시바이케 히로아키가 있어서 그런지 도토 대학 야구 리그에서는 좀처럼 활약할 기회가 없었다. 하지만 1967년 추계 리그에서는 아시아 대학을 상대로 1피안타 완봉승과 당시 리그 기록에 해당되는 15개의 탈삼진을 기록하는 등 세간의 주목을 받았다. 졸업 후 사회인 야구팀인 도시바에 입사했다.
1972년 프로 야구 드래프트 2순위로 다이요 웨일스에 입단해 1977년 4월 중순부터 선발진의 일원으로 합류하여 ‘요미우리 킬러’로 활약, 9승 10패의 성적을 남겼다. 이듬해인 1978년, 마시바 시게쿠니와 함께 노무라 오사무와의 맞트레이드로 닛폰햄 파이터스에 이적했다. 닛폰햄 이적 첫 해인 1978년에는 개막 2차전부터 선발로서 기용돼 시즌 9승을 기록했다. 1979년에도 개인 최다 성적인 11승을 기록했지만 그 한편으로 리그 최다인 17패를 당했다. 그해 8월 18일에는 난카이 호크스의 모리구치 마스미쓰와의 투수전을 펼친 끝에 개인으로서는 유일하게 완봉승을 따냈다.
1981년에는 어깨 부상으로 인해 이렇다 할만한 활약을 보여주질 못하고 그 해를 끝으로 현역에서 은퇴했다.

## 상세 정보

### 출신 학교
- 시미즈 시립 상업고등학교
- 센슈 대학

### 선수 경력
- 도시바
- 다이요 웨일스(1973년 ~ 1977년)
- 닛폰햄 파이터스(1978년 ~ 1981년)

### 개인 기록

#### 첫 기록
- 첫 등판 : 1974년 7월 30일, 대 주니치 드래건스 12차전(주니치 스타디움), 9회말에 3번째 투수로서 구원 등판·마무리, 1이닝 3실점
- 첫 탈삼진 : 상동, 9회말에 오시마 야스노리로부터
- 첫 승리 : 1975년 7월 26일, 대 한신 타이거스 17차전(가와사키 구장), 6회초에 3번째 투수로서 구원 등판·마무리, 4이닝 무실점
- 첫 선발 : 1975년 7월 30일, 대 야쿠르트 스왈로스 14차전(가와사키 구장), 6과 1/3이닝 2실점
- 첫 세이브 : 1975년 9월 30일, 대 야쿠르트 스왈로스 22차전(가와사키 구장), 7회초에 2번째 투수로서 구원 등판·마무리, 3이닝 무실점
- 첫 선발 승리 : 1977년 4월 16일, 대 주니치 드래건스 2차전(가와사키 구장), 7과 3이닝 2실점
- 첫 완투 승리 : 1977년 4월 20일, 대 야쿠르트 스왈로스 4차전(메이지 진구 야구장), 9이닝 2실점
- 첫 완봉 승리 : 1979년 8월 18일, 대 난카이 호크스 후기 4차전(히로사키시 운동 공원 야구장)

#### 기타
- 올스타전 출장 : 1회(1977년)

### 등번호
- 21(1973년 ~ 1977년)
- 17(1978년 ~ 1981년)

### 연도별 투수 성적
| 연 도      | 소 속      | 등 판 | 선 발 | 완 투 | 완 봉 | 무 4 구 | 승 리 | 패 전 | 세 이 브 | 홀 드 | 승 률 | 타 자 | 이 닝 | 피 안 타 | 피 홈 런 | 볼 넷 | 고 4 | 몸 맞 | 탈 삼 진 | 폭 투 | 보 크 | 실 점 | 자 책 점 | 평 자 책 | W H I P |
| ---------- | ---------- | ----- | ----- | ----- | ----- | ------- | ----- | ----- | -------- | ----- | ----- | ----- | ----- | -------- | -------- | ----- | ---- | ----- | -------- | ----- | ----- | ----- | -------- | -------- | ------- |
| 1974년     | 다이요     | 2     | 0     | 0     | 0     | 0       | 0     | 0     | 0        | --    | ----  | 24    | 5.0   | 6        | 2        | 3     | 0    | 0     | 8        | 0     | 0     | 4     | 4        | 7.20     | 1.80    |
| 1975년     | 다이요     | 28    | 7     | 0     | 0     | 0       | 2     | 4     | 1        | --    | .333  | 294   | 67.0  | 63       | 6        | 41    | 4    | 3     | 68       | 4     | 0     | 33    | 31       | 4.16     | 1.55    |
| 1976년     | 다이요     | 40    | 0     | 0     | 0     | 0       | 4     | 4     | 0        | --    | .500  | 256   | 58.0  | 62       | 13       | 34    | 2    | 2     | 51       | 2     | 0     | 35    | 35       | 5.43     | 1.66    |
| 1977년     | 다이요     | 49    | 22    | 2     | 0     | 1       | 9     | 10    | 4        | --    | .474  | 762   | 173.1 | 166      | 29       | 85    | 4    | 2     | 125      | 2     | 0     | 101   | 92       | 4.79     | 1.45    |
| 1978년     | 닛폰햄     | 26    | 22    | 5     | 0     | 0       | 9     | 6     | 0        | --    | .600  | 585   | 134.0 | 151      | 19       | 40    | 3    | 11    | 65       | 1     | 0     | 67    | 60       | 4.03     | 1.43    |
| 1979년     | 닛폰햄     | 31    | 30    | 10    | 1     | 1       | 11    | 17    | 0        | --    | .393  | 814   | 186.2 | 188      | 32       | 78    | 2    | 7     | 120      | 4     | 0     | 104   | 98       | 4.72     | 1.43    |
| 1980년     | 닛폰햄     | 18    | 6     | 1     | 0     | 0       | 4     | 1     | 0        | --    | .800  | 209   | 47.1  | 46       | 9        | 24    | 1    | 2     | 36       | 2     | 0     | 24    | 22       | 4.21     | 1.48    |
| 1981년     | 닛폰햄     | 22    | 9     | 1     | 0     | 0       | 1     | 6     | 1        | --    | .143  | 308   | 69.0  | 73       | 10       | 32    | 1    | 2     | 56       | 2     | 0     | 44    | 40       | 5.22     | 1.52    |
| 통산 : 8년 | 통산 : 8년 | 216   | 96    | 19    | 1     | 2       | 40    | 48    | 6        | --    | .455  | 3252  | 740.1 | 755      | 120      | 337   | 17   | 29    | 529      | 17    | 0     | 412   | 382      | 4.65     | 1.48    |

- 굵은 글씨는 시즌 최고 성적.